# Nimei
Nimei (kinesiska: 坭美彝族乡, 坭美) är en socken i Kina. Den ligger i provinsen Sichuan, i den sydvästra delen av landet, omkring 210 kilometer sydväst om provinshuvudstaden Chengdu. Antalet invånare är 1 805. Befolkningen består av 842 kvinnor och 963 män. Barn under 15 år utgör 27,0 %, vuxna 15-64 år 66 %, och äldre över 65 år 6,0 %.
Genomsnittlig årsnederbörd är 1 227 millimeter. Den regnigaste månaden är juli, med i genomsnitt 264 mm nederbörd, och den torraste är januari, med 8 mm nederbörd.